# Rift Albertino

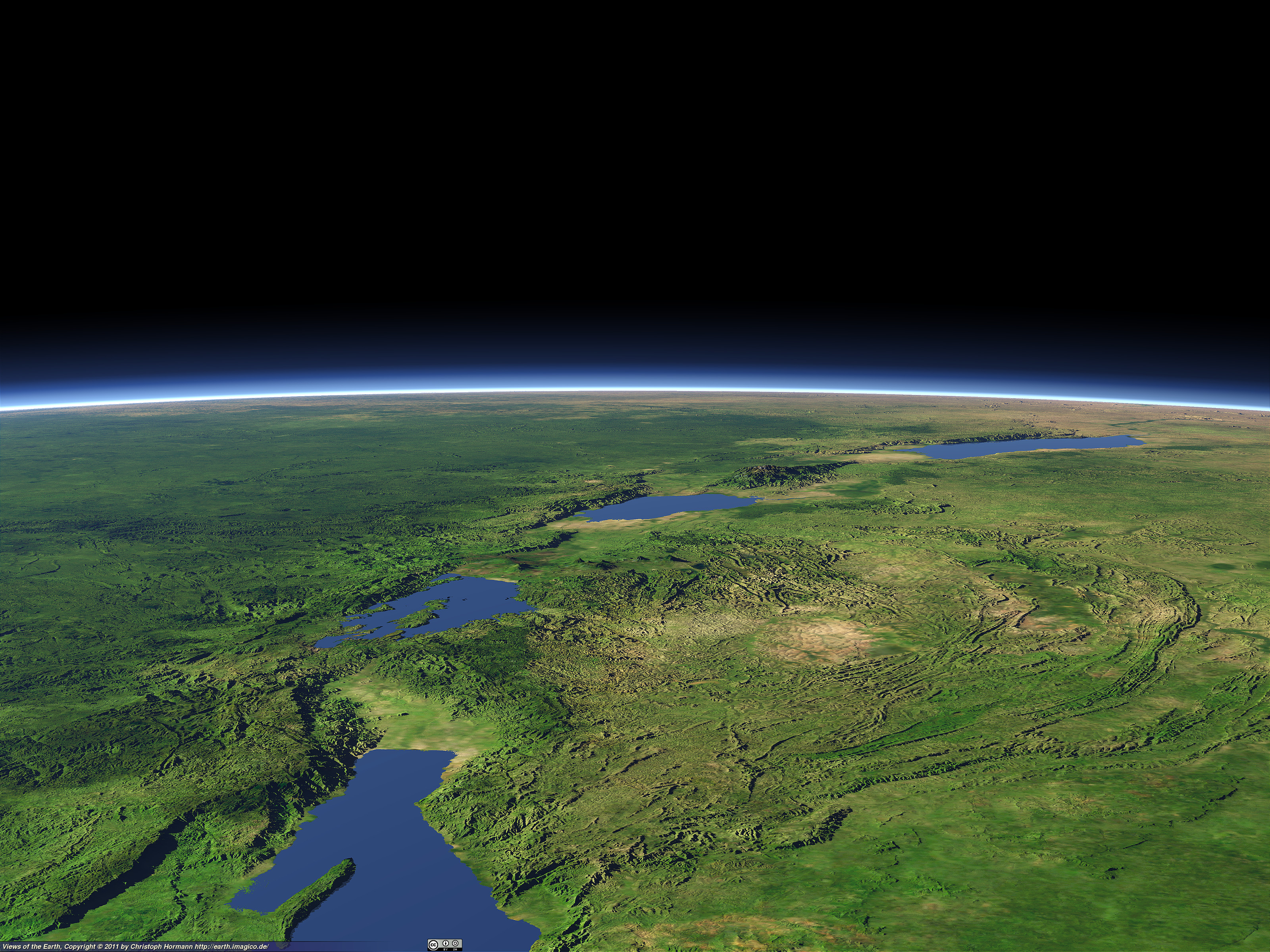
Una recreación infográfica del rift Albertino. Son visibles (del fondo al primer plano): el lago Alberto, las montañas Rwenzori, el lago Edward, las montañas Virunga, el lago Kivu y la parte norte del lago Tanganica

El rift Albertino o falla Albertina es la rama occidental del rift de África Oriental, que abarca partes de Uganda, República Democrática del Congo (RDC), Ruanda, Burundi y Tanzania. Se extiende desde el extremo norte del lago Alberto hasta el extremo sur del lago Tanganica.
El término geográfico incluye el valle y las montañas circundantes.

## Geología

Mapa de la región que muestra el rift Albertino hacia el oeste

El rift Albertino y las montañas asociadas son el resultado de los movimientos tectónicos que están separando gradualmente la placa Somalí, alejándola, del resto del continente africano. Las montañas que rodean el rift se componen de rocas del basamento alzadas del Precámbrico, superpuestas en partes por rocas volcánicas recientes .

## Lagos y ríos
La parte septentrional del rift es atravesada por dos cadenas de grandes montañas, las montañas Rwenzori, entre el lago Alberto y el lago Rutanzige (antes lago Edward), y las montañas Virunga, entre el lago Rutanziga y el lago Kivu. Las Virungas forman una barrera entre la cuenca del Nilo, al norte y al este, y la cuenca del Congo, al oeste y al sur, y son parte de la divisoria Congo-Nilo. El lago Rutenzige es alimentado por varios ríos grandes, como el río Rutshuru, y drena hacia el norte a través del río Semliki en el lago Alberto. El Nilo Victoria fluye desde el lago Victoria hacia el extremo norte del lago Alberto y sale, como el Nilo Blanco, desde un punto ligeramente hacia el oeste, fluyendo hacia el norte hasta alcanzar el mar Mediterráneo.
Al sur de las Virungas, el lago Kivu desagua hacia el sur en el lago Tanganica a través del río Ruzizi. El lago Tanganica luego drena en el río Congo a través del río Lukuga. Es probable que el actual sistema hidrológico se estableciese hace muy poco, cuando estallaron los volcanes de la cordillera Virunga y bloquearon el discurrir del agua hacia el norte desde el lago Kivu hacia el lago Edward, causando que en su lugar descargasen hacia el sur en el lago Tanganica. Antes de esto el lago Tanganica, o las subcuencas separadas en lo que hoy es el lago, pueden no haber tenido ninguna salida más que la evaporación. El Lukuga se ha formado hace relativamente poco tiempo, proporcionando una ruta a través del cual las especies acuáticas de la cuenca del Congo pudieron colonizar el lago Tanganica, que anteriormente tenía una fauna distinta.

## Montañas

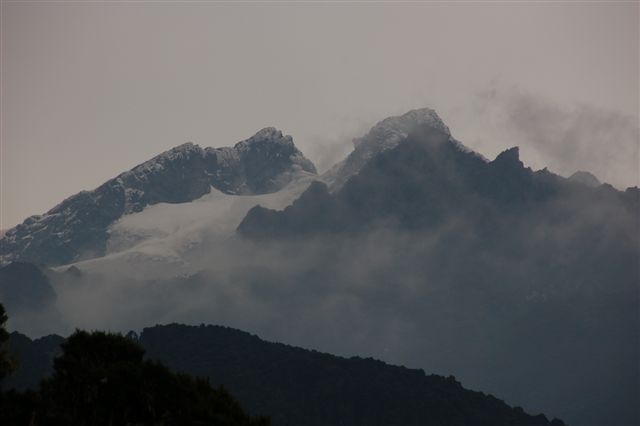
El monte Stanley (5119 m), en la cordillera Rwenzori, es la montaña más alta del rift Albertino y la tercera más alta de África.

De norte a sur, se encuentran la meseta Lendu, las montañas Rwenzori, las montañas Virunga y las montañas Itombwe. Las montañas Ruwenzori se han identificado con las legendarias "Montañas de la Luna" de Claudio Ptolomeo. La cordillera cubre un área de 120 km de largo y 65 km  de ancho. En esta cordillera sobresalen el monte Stanley (5119 m), el monte Speke (4890 m) y el monte Baker (4843 m). El macizo de las Virunga en la frontera entre Ruanda y la República Democrática del Congo y se compone de ocho volcanes. Dos de ellos, Nyamuragira y Nyiragongo, siguen estando muy activos.
Hay varios bloques de montaña aislados más al sur, como el monte Bururi, en el sur de Burundi, las montañas Kungwe-Mahale, en el oeste de Tanzania, y el monte Kabobo y las montañas Marungu, en la República Democrática del Congo, a orillas del lago Tanganica.  La mayoría de los macizos se elevan a una altitud de 2000−3500 m.

## Ecología
La selva montana de la falla Albertina es una importantes ecorregión de la ecozona afrotropical, definida por la WWF. Se encuentran bosques de transición, intermedios entre las tierras bajas y el bosque montano, en altitudes de 1000−1750 m. El bosque montano cubre las laderas de alrededor de 1600−3500 m. Por encima de los 2400 m hay áreas de bambú y bosque enano. Heather y gramíneas predominan por encima de los 3500 m. 
La ecología se ve amenazada por la deforestación ya que una población en crecimiento busca nuevas tierras de cultivo. La extracción de madera ilegal es otro problema, y la minería artesanal del oro provoca algún daño local.